# Álvaro Barco
José Álvaro Barco Andrade (* 27. Juni 1967 in Lima) ist ein ehemaliger peruanischer Fußballspieler. Der Innenverteidiger bestritt 30 Länderspiele und wurde auf Vereinsebene zwei Mal peruanischer Meister.

## Karriere

### Verein
Álvaro Barco begann seine Profikarriere in seiner Heimat bei Alianza Atlético. Danach spielte der Abwehrspieler für Universitario de Deportes, mit dem er nach seinem Aufenthalt in den USA zweimal Peruanischer Meister wurde. Anschließend wechselte er ins Ausland und lief für die chilenischen Klubs CD Cobreloa, CD Palestino sowie den mexikanischen Verein Tampico-Madero auf. Nach einer Rückkehr zu Universitario ließ er seine Karriere bei Shenzhen Pingan in China und al-Nassr FC in Saudi-Arabien ausklingen.

### Nationalmannschaft
Álvaro Barco debütierte im Januar 1986 für die Nationalmannschaft Perus beim Freundschaftsspiel gegen China. Bis 1997 bestritt er insgesamt 30 Länderspiele, darunter alle Turnierspiele für Peru bei der Copa América 1991 und der Copa América 1993. Während 1991 in der Gruppenphase nach einem Sieg aus vier Spielen Schluss war, schaffte es Barco mit Peru 1993 als Gruppensieger ins Viertelfinale. Dort unterlag der Andenstaat allerdings dem späteren Finalisten Mexiko mit 2:4. Sein letztes Länderspiel bestritt Barco im Januar 1997 beim Freundschaftsspiel gegen Dänemark.

## Erfolge
Universitario de Deportes
- Peruanischer Meister: 1990, 1992